# Eleonora Mitrofanova
Eleonora Valentinovna Mitrofanova (en russe : Элеонора Валентиновна Митрофанова), née le 11 juin 1953 à Stalingrad, est une diplomate, haut fonctionnaire et femme d'État russe. Elle a le rang d'ambassadeur extraordinaire et plénipotentiaire. Elle est présidente de l'Agence fédérale de coopération avec les États étrangers et pour les Russes vivant à l'étranger (ru) depuis décembre 2017, après avoir été notamment vice-ministre des Affaires étrangères, et déléguée permanente de la fédération de Russie auprès de l’UNESCO (2009-2016).  

## Formation et titres universitaires
Eleonora Mitrofanova est diplômée de l'Institut d'État des relations internationales de Moscou (MIGMO), avec une spécialisation en «économie internationale» (1975). Elle maitrise l'anglais,de l'espagnol et du français.
Elle est candidate en sciences économiques et docteure en économie et management. Elle est membre (académicienne) de l'Académie internationale de gestion de Moscou et a été membre de différentes instance scientifiques, dont le conseil d'administration de l'Association du droit international maritime. Elle est également l'auteure de plusieurs ouvrages scientifiques dans le domaine des transports.

## Carrière professionnelle

### Auditrice à la Chambre des comptes et vice-directrice générale de l'UNESCO (1995-2003)
Elle est nommée par la Douma d'État le 7 avril 1995, sur proposition du groupe du Parti libéral-démocrate de Russie, auditrice à la Chambre des comptes de la fédération de Russie. Son champ de compétence comprend le contrôle de la dette publique et du système bancaire. Elle quitte ce poste le14 février 2001 en liaison pour être nommée vice-directrice générale de l'UNESCO pour l'administration.

### Première vice-ministre des Affaires étrangères de la fédération de Russie (2003-2004)
En mai 2003, le président Vladimir Poutine la nomme première vice-ministre des Affaires étrangères de la fédération de Russie. Ce poste est tenu pour la première fois dans l'histoire de la diplomatie russe par une femme. Elle a notamment compétence pour les droits humains, la protection des citoyens russes à l'étranger et les relations culturelles internationales. 
Elle suit à ce titre l'activité du Centre pour la coopération scientifique et culturelle du ministère des affaires étrangères de la fédération de Russie (Roszaroubejcentr), et l'établissement qui vient d'être créé pour l'aide aux compatriotes à l'étranger, activité transférée au ministère des Affaires étrangères, et qui relevait auparavant du ministère des Affaires de la fédération et des Nationalités. 
Eleonora Mitrofanova s'inscrit dans une logique de protection des intérêts des Russes résidents dans les États de la Communauté des États indépendants, « qu'ils aient la citoyenneté russe ou qu'ils s'identifient à la culture russe ». Il s'agit de conforter la langue russe, de soutenir les vétérans et les pensionnaires russophiles. « Ils doivent savoir que leur patrie se souvient d'eux, et se rappellera toujours à eux ».

### Directrice du Centre pour la coopération scientifique et culturelle du ministère des affaires étrangères de la fédération de Russie (Roszaroubejtsentr)
Nommée en 2005 à la tête de ce centre, Eleonora Mitrofanova annonce comme priorité, dans l'espace socio-politique des pays de la CEI et Baltes, le soutien aux ONG d'aide aux citoyens russes à l'étranger et des ONG des pays où ils sont présents.
Elle indique lancer: 
- un programme de recherche pour disposer de données statistiques et d'information socio-politiques et démographiques sur la diaspora russe dans l'espace post-soviétique.

- la création de « centres de dialogue » auprès de Roszaroubejtsentr, ayant vocation à être des plateformes ouvertes de discussion des problèmes de coopération entre pays de la CEI, en y faisant vernir des ONG, des acteurs de l'information, des affaires, et socio-politiques, les États de la CEI et Baltes, et également des représentants des médias étrangers.

- l'utilisation par Roszaroubejtsentr dans les pays de la CEI et Baltes de systèmes modulaires, organisant des points d'appui d'information en réseau, sur la base de plateformes partenaires à l'étranger, dans le but de promouvoir la culture russe et de soutenir la langue russe.

Eleonora Mitrofanova déclare ainsi que « [nous sommes] prêts à une discussion en nous appuyant sur les ONG, après avoir transformé la « diplomatie des peuples »,  qui s'est épuisé en « diplomatie des organisations non-gouvernementales », un mécanisme efficace de développement d'une coopération transfrontalière et cisfrontalière entre régions russes et régions de l'espace de la CEI ».
Pendant la période où Eleonora Mitrofanova est à la tête de Roszaroubejtsentr, 15 représentations du centre à l'étranger sont ainsi créées.

## Famille
Eleonora Mitrofanova est mariée, mère de trois enfants.
Son frère, Aleksey Mitrofanov (en) est un homme politique russe, ancien député.

## Faits intéressants
- La seule parmi les femmes russes auditeur de la Cour des comptes de la fédération de Russie.
- La première femme au poste de premier vice-ministre des Affaires étrangères de la fédération de Russie.
- La première femme en fédération de Russie devenue déleguée permanente auprès d'une organisation internationale de l'ONU (UNESCO).
- La première parmi ses compatriotes président du conseil exécutif de l'UNESCO, directeur général adjoint de l'UNESCO.
- Le premier président du Comité du patrimoine mondial de l'UNESCO représentant la Russie (l'URSS).
- L'une des deux femmes d'ambassadeurs itinérants du MAE de la Russie (à 2017)

## Décorations
- Médaille de l'ordre « Pour mérites devant la Patrie » II degré (2008)
- Ordre de l'Amitié (2003)
- Lauréat du prix national de reconnaissance publique des réalisations des femmes « Olympia » par l'Académie russe des affaires et de l'entreprise (2003)
- Ordre de « Douslyk » (Tatarstan, 2017)